# Portia (aranya)
Portia és un gènere de petites aranyes araneomorfs de la família Salticidae, que s'alimenta d'altres aranyes. Les 15 espècies que inclou es troben a Àfrica, Austràlia, Xina, Malàisia, Myanmar (Birmània), Nepal, l'Índia, Sri Lanka, Filipines, i el Vietnam.

## Taxonomia
- Portia africana (Simon, 1886)
- Portia albimana (Simon, 1900)
- Portia assamensis Wanless, 1978
- Portia crassipalpis (Peckham & Peckham, 1907)
- Portia fimbriata (Doleschall, 1859)
- Portia heteroidea Xie & Yin, 1991
- Portia hoggi Zabka, 1985
- Portia jianfeng Song & Zhu, 1998
- Portia labiata (Thorell, 1887)
- Portia orientalis Murphy & Murphy, 1983
- Portia quei Zabka, 1985
- Portia schultzi Karsch, 1878
- Portia songi Tang & Yang, 1997
- Portia strandi Caporiacco, 1941
- Portia taiwanica Zhang & Li, 2005
- Portia wui Peng & Li, 2002
- Portia zhaoi Peng, Li & Chen, 2003